# Blepharosis submarginata
Blepharosis submarginata är en fjärilsart som beskrevs av Bang-haas. Blepharosis submarginata ingår i släktet Blepharosis och familjen nattflyn. Inga underarter finns listade i Catalogue of Life.